# Птеромалиды
Птеромалиды (лат. Pteromalidae) — крупнейшее семейство паразитических насекомых из надсемейства хальцидоидных наездников (Chalcidoidea) отряда перепончатокрылых. Около 3500 видов. Размеры, как правило, мелкие (1,2—6,7 мм), окраска металлическая. передние и задние лапки 5-члениковые. Усики состоят из 8—13 сегментов. Подсемейство Leptofoeninae включает крупнейших известных представителей Chalcidoidea, некоторые виды достигают длины около 4 см с яйцекладом. Крылья с сильно редуцированным жилкованием.

## Биология
Паразитоиды и гиперпаразитоиды различных групп насекомых: чешуекрылых (Lepidoptera), жесткокрылых Coleoptera, двукрылых Diptera (Muscidae, Calliphoridae, Sarcophagidae, Drosophilidae, Chloropidae, Syrphidae, Agromyzidae, Cecidomyiidae, Tephritidae, Anthomyiidae), перепончатокрылых Hymenoptera (Aphidiidae, Cynipidae, Sphecidae, Megachilidae, Eumenidae), равнокрылых Homoptera (Coccidae, Eriococcidae), блох (Siphonaptera) и других.

## Генетика
Гаплоидный набор хромосом n = 5—7. Род Nasonia активно используется в молекулярно-генетических экспериментах.

## Распространение
Найдены во всем мире, фактически во всех средах обитания, и многие важны, как агенты биологические контроля. В северо-западной Европе (Скандинавия и Великобритания) более 800 видов и 200 родов. В Неарктике 350 видов и 230 родов, в Австралии 560 видов. В Иране 129 видов из 62 родов.

## Классификация (до 2022 года)
Мировая фауна включает 640 родов и более 3500 видов, в Палеарктике — 279 родов и около 1985 видов. Фауна России включает 137 родов и 411 видов наездников этого семейства. В 1988 году в составе Pteromalidae по данным Bouček (1988) признавали 33 подсемейства и около 640 родов. В 2013 году семейство включало 31 подсемейство, среди них ископаемые 20 видов и 6 родов (Zhang, 2013). Это самое большое и самое разнородное (полифилетическое) семейство хальцидоидных наездников.
Однако уже несколько десятилетий существовало согласие (Heraty and Darling 1984; Noyes 1990; Gibson et al. 1999), что Pteromalidae были полифилетической «свалкой» таксонов, которые явно не вписывались в ранее установленные семейства Chalcidoidea. Из-за крайне разнообразной морфологии и жизненного цикла таксонов, входящих в Pteromalidae, семейство не имеет объединяющих признаков. Это описание осложняется крайне разнообразной морфологией и жизненными историями, представленными в самом большом подсемействе птеромалид, Pteromalinae, которое содержит наибольшее количество родов и включает паразитоидов хозяев всех голометаболических насекомых, а также паразитоидов яиц Hemiptera, хищников в яйцевых мешках пауков, гиперпаразитоидов и галлообразователей.

### Подсемейства
По данным на 2004 года число родов и видов в подсемействах следующее: Asaphinae (5/25), Austrosystasinae (1/1), Austroterobiinae (1/2), Ceinae (3/15), Cerocephalinae (13/41), Chromeurytominae (3/16), Cleonyminae (42/264), Coelocybinae (15/38), Colotrechninae (19/41), Cratominae (1/3), Diparinae (31/117), Ditropinotellinae (1/3), Elatoidinae (1/4), Erotolepsiinae (4/.4), Eunotinae (23/84), Eutrichosomatinae (4/5), Herbertiinae (1/7), Keiraninae (1/1), Leptofoeninae (2/7), Louriciinae (1/3), Macromesinae (1/12), Miscogasterinae (34/303), Neodiparinae (1/3), Nefoeninae (1/1), Ormocerinae (40/176), Panstenoninae (2/13), Parasaphodinae (1/4), Pireninae (16/179), Pteromalinae (314/2073), Spalangiinae (2/52), Storeyinae (1/2), другие (4/7).
Кроме того, к птеромалидам в последнее время относят часть фиговых ос (опылитей фиг) из семейства агаониды: Sycoecinae, Otitesellinae и Sycoryctinae.
- Asaphinae (формула усиков: 1 1 2 6 3) (с 2022 incertae sedis в Chalcidoidea)
- Austrosystasinae (с 2022 incertae sedis в Chalcidoidea)
- Austroterobiinae (с 2022 в Pachyneurinae)
- Ceinae (с 2022 Ceidae)
- Cerocephalinae (с 2022 Cerocephalidae)
- Chromeurytominae (с 2022 в Megastigmidae)
- Cleonyminae (формула усиков: 1 1 1 7 3; всего 13 сегментов; более 260 видов, 42 рода) (с 2022 Cleonymidae)
- Coelocybinae (с 2022 Coelocybidae)
- Colotrechninae (+2022)
- Cratominae (с 2022 Pteromalini в Pteromalinae)
- Diparinae (формула усиков: 1 1 1 7 3) (с 2022 Diparidae)
- Ditropinotellinae (с 2022 incertae sedis в Chalcidoidea)
- Elatoidinae (с 2022 в Neodiparidae)
- Erixestinae Burks & Rasplus, 2022 (+2022)
- Erotolepsiinae (формула усиков: 1 1 1 6 3; всего 12 сегментов) (с 2022 в Spalangiidae)
- Eunotinae (с 2022 Eunotidae)
- Eutrichosomatinae
- Herbertiinae (с 2022 Herbertiidae)
- Keiraninae (с 2022 в Megastigmidae)
- Keryinae (с 2022 incertae sedis в Chalcidoidea)
- Leptofoeninae (с 2022 Pelecinellidae)
- Louriciinae (формула усиков: 1 1 1 2 5 1; всего 10 сегментов) (с 2022 incertae sedis в Chalcidoidea)
- Macromesinae (с 2022 Macromesidae)
- Micradelinae (с 2022 incertae sedis в Chalcidoidea)
- Miscogasterinae (более 300 видов, 34 рода) (+2022)
- Nefoeninae (с 2022 в Pelecinellidae)
- Neodiparinae (с 2022 Neodiparidae)
- Ormocerinae (формула усиков: 1 1 2 5 3; всего 12 сегментов) (+2022)
- Otitesellinae (Walkerella, Walkerella tridentata Pramanik & Dey, 2017, W. benjamini, W. curtipedis, W.  jacobsoni, W. kurandensis, W. microcarpae, W. nigrabdomina, W. temereri [16]) (с 2022 в Pteromalinae)
- Pachyneurinae (new+2022+Austroterobiinae)
- Panstenoninae (с 2022 Pteromalini в Pteromalinae)
- Parasaphodinae (с 2022 incertae sedis в Chalcidoidea)
- Pireninae (с 2022 Pirenidae)
- Pteromalinae (более 2000 видов и 300 родов)
- Spalangiinae (формула усиков: 1 1 1 0 7 3; всего 13 сегментов) (с 2022 Spalangiidae)
- Storeyinae (с 2022 incertae sedis в Chalcidoidea)
- Sycophaginae (с 2022 из Agaonidae в Pteromalidae)
- Trigonoderinae (с 2022 из Trigonoderini)

## Классификация 2022 года
В 2022 году это самое большое семейство хальцидоидных наездников было разделено на 24 семейства. Подсемейства Chromeurytominae и Keiraninae перенесены в семейство Megastigmidae. Подсемейство Sycophaginae включено в состав Pteromalidae. Часть бывших групп Pteromalidae из-за неясности их филогении выделены и размещены в статусе incertae sedis внутри надсемейства Chalcidoidea: Austrosystasinae, Ditropinotellinae, Keryinae, Louriciinae, Micradelinae, Parasaphodinae, Rivasia и Storeyinae.
- Выделены: Boucekiidae, Ceidae, Cerocephalidae, Chalcedectidae, Cleonymidae, Coelocybidae, Diparidae, Epichrysomallidae, Eunotidae, Herbertiidae, Hetreulophidae, Heydeniidae, Idioporidae, Lyciscidae, Macromesidae, Melanosomellidae, Moranilidae, Neodiparidae, Ooderidae, Pelecinellidae (=Leptofoeninae), Pirenidae, Spalangiidae, Systasidae[11].
- Pteromalidae (2022): Colotrechninae (Amerostenini, Colotrechnini, Divnini, Trigonoderopsini), Erixestinae, Miscogastrinae (Diconocarini, Miscogastrini, Sphegigastrini), Ormocerinae, Pachyneurinae, Pteromalinae (Otitesellini, Pteromalini), Sycophaginae, Trigonoderinae[11].